# François Le Levé
François Le Levé (1882-1945), dans le Morbihan. Militante anarcosindicalista. Le Levé fue uno de los quince anarquistas que firmaron elManifiesto de los Dieciséis , junto con Piotr Kropotkin, Jean Grave y otros, a favor de la Aliados durante la Primera Guerra Mundial. (Mayoritariamente, los anarquistas se negaron a tomar partido, oponiéndose a la masacre en favor de una guerra de clases; véase, por ejemplo, a Errico Malatesta.) 
Le Levé fue un miembro de la Resistencia francesa durante la Segunda Guerra Mundial. Le Levé fue capturado e internado en un campo de concentración. Murió mientras retornaba a su hogar después de ser liberado.